# میس گودریج
میس گودریج (انگلیسی: Mace Goodridge؛ زادهٔ ۱۳ سپتامبر ۱۹۹۹) بازیکن فوتبال است.